# دانيال هوتليستون
دانيال هوتليستون (بالإنجليزية: Daniel Huttlestone)‏ هو ممثل بريطاني، ولد في 17 سبتمبر 1999 في المملكة المتحدة.

## أعمال

### أفلام
- (2012) البؤساء
- (2014) في الغابة

## وصلات خارجية
- دانيال هوتليستون على موقع IMDb (الإنجليزية)
- دانيال هوتليستون على موقع ألو سيني (الفرنسية)
- دانيال هوتليستون على موقع أول موفي (الإنجليزية)
- دانيال هوتليستون على موقع قاعدة بيانات الأفلام السويدية (السويدية)
- دانيال هوتليستون على موقع ديسكوغز (الإنجليزية)
- دانيال هوتليستون على موقع قاعدة بيانات الفيلم (الإنجليزية)
- دانيال هوتليستون على موقع كينوبويسك (الروسية)